# Monte Carvoli
Il monte Carvoli (352 m s.l.m.) è un rilievo delle Colline livornesi, nel comune di Rosignano Marittimo, situato nelle vicinanze della frazione collinare di Nibbiaia.

## Morfologia
Il monte Carvoli presenta una morfologia tipica a molti massicci delle colline livornesi: è composto da rocce sedimentarie che si sono elevate dal fondale marino in seguito a movimenti tellurici. Il massiccio si erge a sud-ovest dalla zona pianeggiante di Pian dei Lupi, con una pendenza non troppo elevata che ha favorito la presenza insediamenti nell'età antica. A nord-est la pendenza è maggiore e costante fino all'area agricola del vicino fiume Fine.

### Come raggiungerlo
Il monte Carvoli è facilmente raggiungibile, in quanto percorso da numerose strade fin dall'antichità. La via più comoda è la strada panoramica che collega Nibbiaia (a due kilometri dalla vetta) a Castelnuovo della Misericordia (quattro km). È possibile per gli escursionisti percorrere il sentiero 00, che corre parallelamente alla strada asfaltata, o seguire la traccia 8, che dalla località Fortullino (vicino Castiglioncello) sale fino a Pian dei Lupi (6,5 km).

## Monte Carvoli nella storia
Il monte Carvoli è attraversato da un'antichissima traccia risalente al I millennio a.C., che oggi è ripresa dal sentiero di crinale 00 delle colline livornesi.

### L'insediamento etrusco

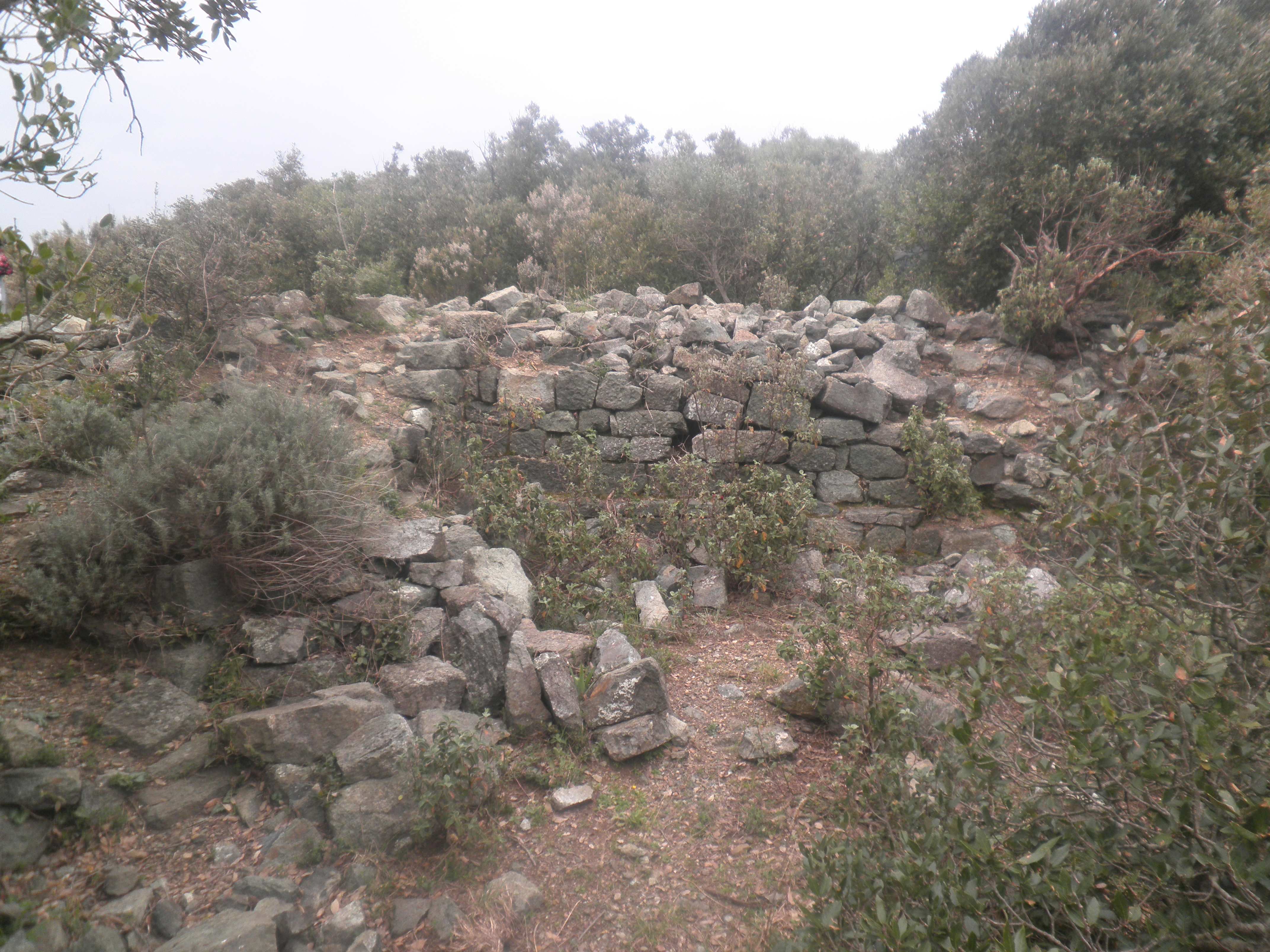
I resti della cinta muraria dell'acropoli. Si notano delle ramificazioni che fanno intuire la presenza di edifici

Il nome "monte Carvoli", toponimo risalente all'età medioevale, è molto frequente in ambito geografico. In questo caso, il significato del nome non va attribuito a l'assenza di vegetazione sulla sommità (cosa tutt'altro che vera), bensì alle rovine dell'insediamento etrusco, risalente al III secolo a.C. 
Dell'insediamento sono rimaste due cinte murarie: una più esterna, in pietre di media grandezza tipiche del luogo; l'altra (l'acropoli dell'insediamento) più interna e di solo 160 metri di perimetro, in pietre più piccole e levigate. Si notano in corrispondenza delle mura dell'acropoli piccole nicchie, che ipotizzano l'esistenza di una probabile fortezza. Tuttavia non si sono ancora trovate tracce significative di alcun edificio, in quanto gli scavi (svoltansi a distanza di tempo e male organizzati) non sono stati abbastanza accurati.
Negli ultimi anni, nella vicina località di Pian dei Lupi, è stata trovata la probabile necropoli dell'insediamento, con tombe a nicchia etrusche a un grado di sviluppo tecnico minore rispetto a centri come Vulci o Populonia.